# Vivian Pellizari
Vivian Helena Pellizari és una científica brasilera especialitzada en estudis antàrtics, coneguda per les seves investigacions sobre la microbiologia en la Antàrtida. Pellizari és cap del Departament d'Oceanografia a l'Institut Oceanogràfic de la Universitat de São Paulo.

## Carrera
La investigació de Pellizari se centra en els  extremòfils,la microbiologia, i l'ecologia microbiana marina en diferents ecosistemes antàrtics. La científica ha contribuït a la formació de noves àrees d'investigació antàrtica a l'Amèrica Llatina, incloent l'astrobiologia, la genòmica dels extremófilos i l'ecologia microbiana molecular. Està vinculada a consorcis que aborden el tema de l'aerobiologia antàrtica i va formar part de l'Institut d'Investigació Ambiental Antàrtica. A més a més, ha donat suport projectes relacionats amb l'Institut Nacional Brasiler de Ciència i Tecnologia Criogènica.